# Wolf Gremm
Wolf Gremm, né à Fribourg-en-Brisgau le 26 février 1942 et mort à Berlin le 14 juillet 2015, un réalisateur et scénariste allemand.

## Biographie
Wolf Gremm était marié à la productrice Regina Ziegler, qui a commencé sa carrière en produisant Ich dachte, ich wäre tot, le premier film réalisé par Gremm en 1973.

## Filmographie

### Comme réalisateur
- 1973 : Ich dachte, ich wäre tot
- 1974 : Meine Sorgen möcht' ich haben
- 1975 : Tatort, épisode Tod im U-Bahnschacht
- 1976 : Les Frères
- 1977 : Tod oder Freiheit
- 1978 : Die Schattengrenze (d'après un roman de Dieter Wellershoff)
- 1979 : Fabian
- 1980 : Kein Reihenhaus für Robin Hood (d'après un roman de Horst Bosetzky)
- 1981 : Nach Mitternacht
- 1982 : Kamikaze 1989 (d'après un roman de Per Wahlöö)
- 1984 : Sigi der Straßenfeger
- 1985 : Tödliche Liebe (d'après le roman Possession de Celia Fremlin)
- 1987 : Im Schatten der Angst (d'après le roman Appointment with yesterday de Celia Fremlin)
- 1992 : Die Spur führt ins Verderben
- 1995 : Inka Connection (feuilleton télévisé)
- 1996 : Die Stunden vor Morgengrauen (d'après le roman The Hours Before Dawn de Celia Fremlin)
- 1998 : Die Sünde der Engel
- 1998 : Nur ein toter Mann ist ein guter Mann (d'après le roman homonyme de Gaby Hauptmann)
- 2000 : Ein lasterhaftes Pärchen
- 2000 : Nancy & Frank – A Manhattan Love Story
- 2001 : Tödliches Rendezvous – Die Spur führt nach Palma
- 2002 : Ein Liebhaber zuviel ist noch zu wenig (d'après le roman homonyme de Gaby Hauptmann)
- 2005 : Der See der Träume
- 2005 : Lieben und Töten
- 2008 : Insel des Lichts
- 2009 : Alle Sehnsucht dieser Erde (téléfilm)
- 2010 : Wer zu lieben wagt

### Comme scénariste
- 1987 : Hexenschuß de Franz Josef Gottlieb
- 1988 : Trouble im Penthouse de Franz Josef Gottlieb
- 1989 : Jede Menge Schmidt de Franz Josef Gottlieb
- 2009 : Alle Sehnsucht dieser Erde (téléfilm)

## Distinctions
- 1973 : Prix de la critique allemande